# Переквалификация

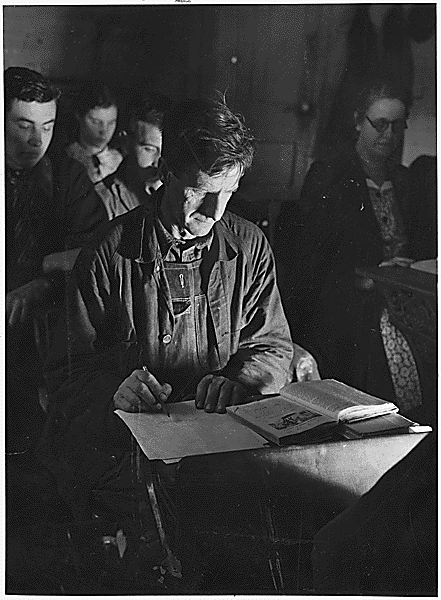
Обучение взрослых на курсах Управления общественных работ США в рамках «нового курс» проводившегося администрацией президента Франклина Делано Рузвельта начиная с 1933 года с целью выхода из «Великой депрессии», охватившей США с 1929 по 1933.

Профессиональная переподготовка — вид дополнительного образования, позволяющий работнику за короткое время получить новую профессию на основе уже имеющейся. Профессиональная переподготовка проводится с учётом имеющихся и недостающих для работы знаний, а также требований к конкретным профессиям или должностям. В России профессиональную переподготовку осуществляют образовательные учреждения высшего профессионального образования.
Существует два её вида: получение дополнительной квалификации и совершенствование знаний для выполнения нового вида профессиональной деятельности.
В России профессиональная переподготовка проводится на базе высшего и среднего профессионального образования. Требования к профессиональным образовательным программам определяются Министерством образования Российской Федерации. Для получения навыков нового вида профессиональной деятельности необходимо более 500 часов аудиторных занятий, для дополнительной квалификации не менее 1000 часов.
Слушатели, завершившие обучение по профессиональным образовательным программам и прошедшие государственную итоговую аттестацию, получают дипломы государственного образца о профессиональной переподготовке, которые подтверждают право специалиста на ведение профессиональной деятельности в определенной сфере.
Слушатели, завершившие обучение по дополнительным профессиональным образовательным программам и прошедшие государственную итоговую аттестацию, получают дипломы государственного образца о дополнительном образовании, которые удостоверяют получение дополнительной квалификации.
В целом переквалификация способствует карьерному росту. Специалист, стремящийся пройти профессиональную переподготовку, может быть воспринят как желающий покинуть своё рабочее место в поисках лучшего или даже стремящийся сместить своего начальника. Отсюда возможно появление у руководства предприятия желания воспрепятствовать профессиональному росту работников, если они удовлетворяют формальным требованиям. Иногда слишком высокая квалификация соискателя используется как формальная причина для отказа, и даже для маскировки дискриминации по возрасту.